# Sipapo
Sipapo je rijeka u Venezueli. Pritoka je rijeke Orinoco.